# Achty (bůh)

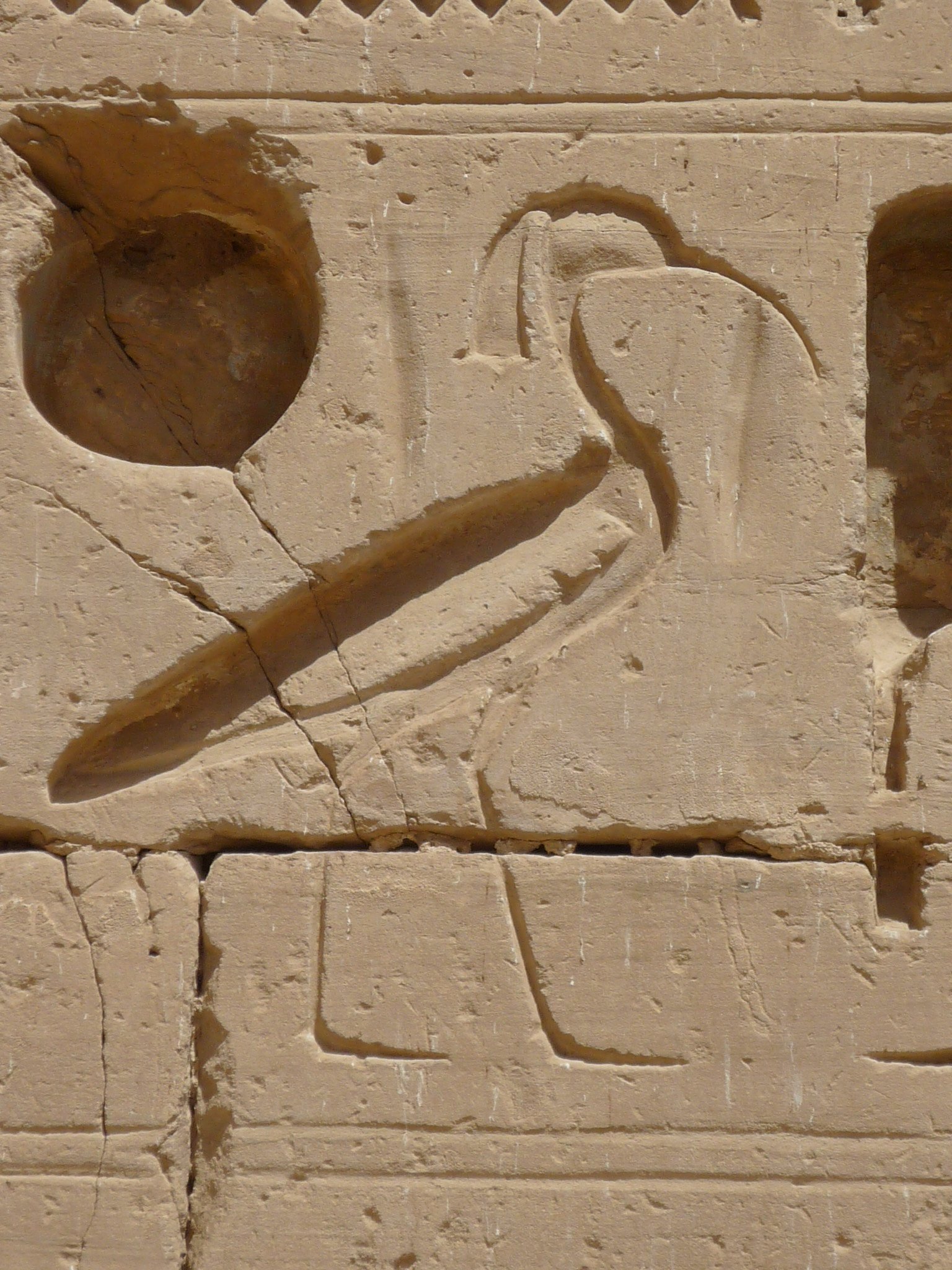
Bůh Achty jako reliéf na zádušním chrámu Ramesse II.

Achty (nebo také Necer-achty) byl egyptský sluneční bůh.
Nejstarší zmínka o tomto božstvu se objevuje na nápisech kamenných nádob z období 2. dynastie faraona Hotepsechemueje. Egyptologové jako Wolfgang Helck věří, že Achty byl bůh dynastie a předků. Achty byl také znázorněn (a tedy uctíván) za vlády následovníků Hotepsechemueje, Raneba a Ninecera. Během období Staré říše se Achtyho jméno objevuje pouze ve spojení se soukromými jmény a tituly kněží, jako je ḥm-nṯr-ɜḫtj („Sluha boha Achty“).

## Uctívání
Podle staroegyptské mytologie byl pták ach považován za reprezentaci lidského ducha (egyptský: Ach). Pravděpodobně byla tato myšlenka inspirována třpytem a leskem ptačího peří, které staří Egypťané přirovnávali k třpytivým hvězdám na noční obloze. Podobná víra je známa od perských beduínů, kteří uctívali severního plešatého ibise jako nositele duše zesnulého.
Jak Achtyho jméno napovídá, měl bydlet na večerním obzoru, navádět zapadající slunce a bezpečně nést ducha na noční oblohu.